# Sisberto de Toledo
Sisberto, Sisiberto o Sigeberto fue un eclesiástico visigodo, obispo metropolitano de Toledo entre los años 690 y 693.  En el XVI Concilio de Toledo de este último año fue excomulgado, depuesto del episcopado, confiscados sus bienes y desterrado a perpetuidad, por haber conspirado para derrocar y asesinar al rey Égica,.

## Obra literaria
Algunos autores le suponen autor de tres obras literarias anónimas, que habrían sido compuestas durante su prisión: Lamentum poenitentiae (Lamento  de  la  penitencia), Exhortatio  poenitendi (Exhortación  a  la penitencia)  y  Oratio  pro  correptione  uitae (Oración  para  la  corrección  de  la  vida). Las dos primeras escritas en verso y la  tercera en prosa. Según el medievalista español Justo Pérez  de  Urbel el autor de estas obras fue Sisberto de Toledo, hipótesis aceptada por numerosos estudiosos, por ello en muchos textos se cita que estas obras son de Pseudo-Sisberto de Toledo o incluso directamente de Sisberto de Toledo, aunque se trata solamente de una atribución y no existe constancia documental que certifique la exactitud de dicha afirmación.